# واه سئونگ
واه سئونگ (انگلیسی: Wah Seong) شرکت خدمات نفتی مالزیایی است، که در سال ۱۹۹۴ تأسیس شد.